# Sân vận động Quốc gia Bairiki
Sân vận động Quốc gia Bairiki (tiếng Anh: Bairiki National Stadium) là một sân vận động nằm ở Bairiki, Kiribati. Đây là sân vận động quốc gia của Kiribati và là sân nhà của đội tuyển bóng đá quốc gia Kiribati. Sân vận động có sức chứa 2.500 người.

## Bóng đá
Sân vận động là sân nhà của đội tuyển bóng đá quốc gia Kiribati. Mặc dù vậy, sân chưa từng tổ chức một trận đấu quốc tế nào vì Kiribati chưa bao giờ chơi trận đấu bóng đá quốc tế nào trên sân nhà, do mặt sân của sân vận động là cát chứ không phải cỏ.
Mặt sân phủ cát của sân vận động cũng là một yếu tố khiến Kiribati chưa thể trở thành thành viên chính thức của FIFA vào thời điểm hiện tại.